# Hartkerngeschoss

Hartkerngeschoss

Ein Hartkerngeschoss ist ein Projektil mit hoher Durchschlagskraft, das meist aufgrund der panzerbrechenden Wirkung verwendet wird. Die Geschosse, die im englischen Sprachgebrauch meist als Armour Piercing Composite Rigid oder kurz APCR bezeichnet werden, gehören damit zur panzerbrechenden Munition.

## Aufbau und Wirkung

Hartkerngeschosse mit verschiedenen Geschossmänteln

Beim Hartkerngeschoss besteht der innere Teil aus einem besonders harten, und am besten auch schweren und hitzebeständigen Material, wie Wolframlegierungen oder Wolframcarbid, während der äußere Teil aus einer weicheren Legierung, beispielsweise Aluminium im Tombakmantel, besteht.
Wäre das Projektil vollständig aus dem harten Material des Kerns gefertigt, so würde dies zu Problemen bei der Innenballistik führen, da ein Projektil für Rohrwaffen mit gezogenen Läufen einen größeren Durchmesser als der Lauf selbst hat und durch diesen regelrecht hindurchgepresst wird, um dadurch seinen Drall und damit die Flugstabilität zu erhalten (Außenballistik). Dies funktioniert aber nur, wenn das äußere Material des Geschosses weicher ist als das des Rohres. Beim Auftreffen auf ein festes Ziel (Zielballistik) durchschlägt der harte Kern die Zieloberfläche, während sich der weichere Mantel durch den Aufprallschock zerlegt.
Hartkerngeschosse aus Handfeuerwaffen wurden beispielsweise im Ersten Weltkrieg verwendet, um den leicht gepanzerten Schutz von MG-Stellungen zu bekämpfen. Etwas Ähnliches wie Hartkernmunition ist die Treibspiegelmunition, die allerdings meist aus Glattrohrkanonen verschossen wird und bei der das Geschoss seinen „Mantel“, also den Treibspiegel oder Treibkäfig, gleich nach Verlassen des Rohres verliert.

## Beispiel für Hartkernmunition
Ein Beispiel für Hartkerngeschosse ist die SmK(H)-Gewehrpatrone („Spitzgeschoss mit Kern (Hartmetall)“) im Kaliber 7,92 × 57 mm (auch 8 × 57 IS genannt). Sie durchschlägt bei einer Mündungsgeschwindigkeit von rund 750 Metern pro Sekunde (m/s) auf eine Entfernung von 100 Metern bei einem Auftreffwinkel von 60 Grad eine Stahlpanzerung von knapp 15 mm Dicke. Demgegenüber enthielt das SmK-Geschoss nur einen gehärteten Stahlkern, der eine viel geringere Durchschlagsleistung hatte.

## Rechtliches
Der Besitz von Hartkerngeschossen sowie von Munition, die diese Geschosse enthält, ist in Deutschland laut Waffengesetz (Anlage 2, Abschnitt 1, Punkt 1.5.4) verboten.